# Ácido enântico
Ácido heptanoico ou ácido enântico é o ácido carboxílico linear saturado com sete carbonos.